# Peter Stasiuk
Peter Stasiuk CSSR (ur. 16 lipca 1943 w Roblin, zm. 13 sierpnia 2025 w Winnipeg) – ukraińsko-kanadyjski duchowny greckokatolicki, redemptorysta. 
Wyświęcony na kapłana w 1967. Od 16 grudnia 1992 do 15 stycznia 2020 ordynariusz eparchii w Melbourne, konsekrowany na biskupa 9 marca 1993.
15 stycznia 2020 przeszedł na emeryturę.